# GBU-44/B Viper Strike
GBU-44/B Viper Strike är en GPS- och laserstyrd glidbomb som avfyras från flygplan eller drönare mot mål på marken. Den är baserad på Brilliant Anti-Tank som utvecklades som substridsdel till roboten ATACMS. Viper Strike används dels av medelstora drönare som RQ-5 Hunter som inte kan lyfta tyngre vapen, dels vid precisionsanfall med attackflygplan i fall då man vill undvika sidoskador. Viper Strike har en relativt liten tandemladdning som kan slå igenom pansarplåt, hustak och så vidare, men som ändå inte har större verkansradie än 16 meter.